# Fontaine-les-Coteaux
Fontaine-les-Coteaux é uma comuna francesa na região administrativa do Centro, no departamento Loir-et-Cher. Estende-se por uma área de 22,06 km². Em 2010 a comuna tinha 339 habitantes (densidade: 15,4 hab./km²).